# Music of Remembrance

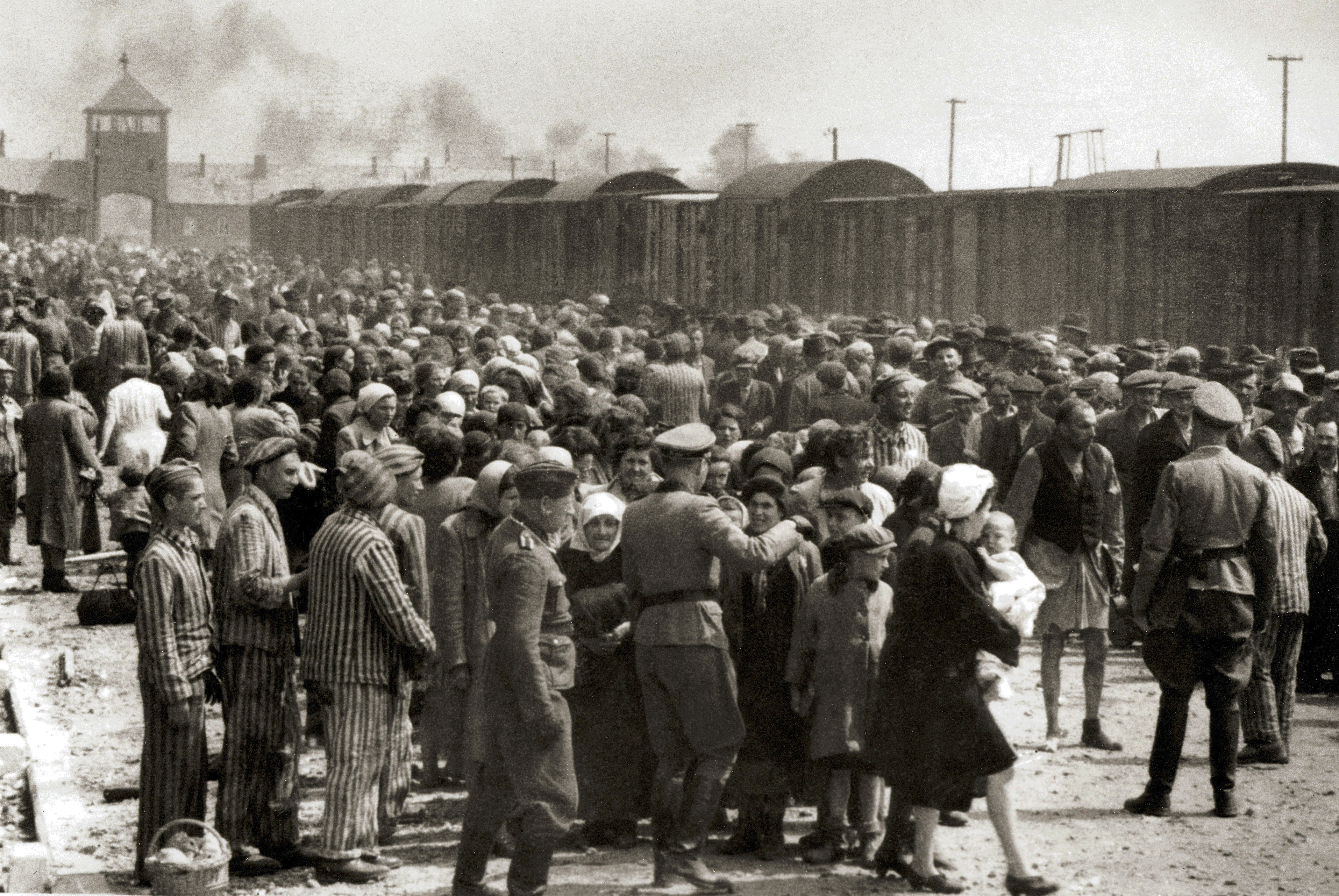
Selection on the ramp at Auschwitz-Birkenau, 1944

Music of Remembrance (musique du Souvenir) est un ensemble de musique classique basé à Seattle. Son but est de trouver et de jouer la musique composée par les victimes de l'Holocauste, quelle que soit leur origine, ainsi que de commander des œuvres nouvelles en lien avec la Shoah.

## Histoire
Music of Remembrance est fondé en 1998 à Seattle par Mina Miller, qui en est également présidente et directrice artistique. L'ensemble a pour but de trouver et de jouer la musique composée par les victimes de l'Holocauste, quelle que soit leur origine, ainsi que de commander des œuvres nouvelles,,.
L'ensemble organise deux concerts chaque année au Benaroya Hall de Seattle : l'un au printemps, pour marquer le jour commémoratif de la Shoah et l'autre à l'automne, pour l'anniversaire de la nuit de cristal. Ils se produisent également pour la Sparks of Glory, série de concerts gratuits et commentés, qui ont lieu notamment au Seattle Art Museum. Ils exécutent un programme éducatif de sensibilisation à travers tout l'État de Washington.

## Répertoire
Le premier disque de Music of Remembrance, Art from Ashes  – volume 1 (2002), comprend la Serenata, écrite au camp de concentration Theresienstadt en 1942, la seule pièce conservée de Robert Dauber, mort à Dachau en 1945 ; Cinq Pièces pour quatuor à cordes (1924) d'Erwin Schulhoff, décédé en Wülzburg en 1942 ; et la Sonate pour flûte d'Herman Berlinski , perdue lorsqu'il a quitté Paris vers 1940, et reconstruite aux États-Unis en 1942.
Parmi les pièces spécialement commandées par l'ensemble, on note Camp Songs (2002) de Paul Schoenfield, cinq cycles de chansons sur des poèmes d'Alexandre Tytus Kulisiewicz qui a été interné au camp de concentration de Sachsenhausen. Cette pièce a été l'une des trois finalistes pour le Prix Pulitzer de musique en 2003 et figure sur leur premier enregistrement.
Music of Remembrance a également commandé trois pièces de Jake Heggie : For a Look or A Touch, pour baryton et acteur (2007), à propos de la persécution des homosexuels pendant l'Holocauste ; Another Sunrise, pour soprano (2012), basé sur la vie et l'œuvre de la résistante polonaise et rescapée d'Auschwitz, Krystyna Żywulska et Farewell, Auschwitz [Adieux à Auschwitz], pour soprano, mezzo-soprano, baryton (2013), sur des textes par Żywulska traduit en anglais par Gene Scheer. Jake Heggie a incorporé ces pièces dans son opéra en trois actes, Out of Darkness (2013) sur un livret de Gene Scheer, pour qui Music of Remembrance a présenté la création mondiale à Seattle, en mai 2016, avec d'autres représentations prévues pour San Francisco.
Les autres prestations de l'ensemble comprennent également un répertoire établi, tel Different Trains (1988) de Steve Reich, pièce qui compare ses expériences de voyages en train en Amérique, avec des expériences très différentes du transport dans un camp de concentration Nazi dans l'Europe occupée et Verklärte Nacht (1899) d'Arnold Schönberg, qui a reconnu le danger Nazi dès ses débuts et a émigré aux États-Unis en 1934. Cette pièce était la musique pour la première mondiale des danses de Donald Byrd, Transfigured Night, interprété par le Spectrum Dance Theatre.

## Discographie
- Music from Ashes : œuvres de Schoenfield, Dauber, Schulhoff, Berlinski et Stock - (2002, Innova)
- Jake Heggie, Out of Darkness, Another Sunrise, Farewell, Auschwitz - Music of Remembrance (Naxos)
- Hans Krása, Brundibár - Music of Remembrance, dir. Gerard Schwarz (Naxos)
- Lori Laitman, Vedem - Music of Remembrance (Naxos)
- Paul Schoenfield : Camp Songs, Ghetto Songs et Gerard Schwarz : Rudolf and Jeanette - Angela Niederloh, Mezzo-soprano ; Erich Parce et Morgan Smith, Baryton ; Music of Remembrance ; Paul Schoenfield et Mina Miller, piano ; dir. Gerard Schwarz (28 mai 2008 et 18 novembre 2008, Naxos 8.559641) (OCLC 884882189) Poèmes de Aleksander Kulisiewicz (1918–1982).